# Hochreutinera hasslerana
Hochreutinera hasslerana är en malvaväxtart som först beskrevs av Bénédict Pierre Georges Hochreutiner, och fick sitt nu gällande namn av Antonio Krapovickas. Hochreutinera hasslerana ingår i släktet Hochreutinera och familjen malvaväxter. Inga underarter finns listade i Catalogue of Life.